# Heterocheirodon
Heterocheirodon es un  género de peces de la familia Characidae en el orden de los Characiformes.

## Especies
Hay dos especies en este género:
- Heterocheirodon jacuiensis L. R. Malabarba & Bertaco, 1999
- Heterocheirodon yatai (Casciotta, Miquelarena & Protogino, 1992)